# أكاديمية دراسات اللاجئين
أكاديمية دراسات اللاجئين الفلسطينيين هي أكاديمية تختص بدراسة كل ما يتعلق بقضايا اللاجئين الفلسطينيين. تأسست في عام 2010 في العاصمة البريطانية لندن. تقدم الأكاديمية درجات الدبلوم في مساقات أكاديمية مثل الدراسات الفلسطينية ودراسات اللاجئين، كما تقدم دورات في مواضيع اللاجئين، والتنمية البشرية، ودراسات بيت المقدس، ودراسات الأسرى والتراث الشعبي. منذ عام 2010، تخرج أكثر من 1,500 طالب من الأكاديمية من أكثر من 30 دولة حول العالم، وسبق لها تقديم دورات في دول الخليج العربي والأردن ولبنان وسوريا والمغرب وأوروبا.

## وصلات خارجية
- الموقع الرسمي